# Coupe de France de football 2011-2012
 (juillet 2018).
Navigation
Coupe de France 2010-2011 Coupe de France 2012-2013
La Coupe de France de football 2011-2012 est la 95e édition de la Coupe de France, compétition à élimination directe mettant aux prises des clubs de football amateurs et professionnels affiliés à la Fédération française de football, qui l'organise conjointement avec les ligues régionales.
La finale a eu lieu le samedi 28 avril 2012 au Stade de France, après treize autres tours à élimination directe, mettant aux prises des milliers de clubs amateurs et professionnels, et a vu la victoire de l'Olympique lyonnais, 1-0 face à l'US Quevilly, club de troisième division.
Nouveauté, le vainqueur se qualifiait directement pour la phase de groupes de la Ligue Europa 2012-2013, et non pour le tour de barrage, comme c'était le cas les années précédentes.

## Déroulement de la compétition
Le système est le même que celui utilisé les années précédentes.

## Calendrier[2]
| Tour                                                      | Nom                                  | Dates retenues                | Équipes participantes | Équipes gagnantes |
| 1                                                         | Premier tour                         | Dates régionales              | 6032                  | 3016              |
| 2                                                         | Deuxième tour                        | Dates régionales              | 4194                  | 2097              |
| Entrée des 97 clubs de CFA 2                              |                                      |                               |                       |                   |
| 3                                                         | Troisième tour                       | dimanche 18 septembre         | 2194                  | 1097              |
| Entrée des 55 clubs de CFA                                |                                      |                               |                       |                   |
| 4                                                         | Quatrième tour                       | dimanche 2 octobre            | 1152                  | 576               |
| Entrée des 20 clubs de National                           |                                      |                               |                       |                   |
| 5                                                         | Cinquième tour                       | dimanche 16 octobre           | 596                   | 298               |
| 6                                                         | Sixième tour                         | dimanche 30 octobre           | 298                   | 149               |
| Entrée des 20 clubs de Ligue 2 et des 7 clubs d'Outre-Mer |                                      |                               |                       |                   |
| 7                                                         | Septième tour                        | sam.-dim. 19-20 novembre      | 176                   | 88                |
| 8                                                         | Huitième tour                        | ven.-sam.-dim. 10-11 décembre | 88                    | 44                |
| Entrée des 20 clubs de Ligue 1                            |                                      |                               |                       |                   |
| 9                                                         | Trente-deuxièmes de finale           | sam.-dim. 7-8 janvier         | 64                    | 32                |
| 10                                                        | Seizièmes de finale                  | sam.-dim. 21-22 janvier       | 32                    | 16                |
| 11                                                        | Huitièmes de finale                  | mar.-mer. 7-8 février         | 16                    | 8                 |
| 12                                                        | Quarts de finale                     | mar.-mer. 20-21 mars          | 8                     | 4                 |
| 13                                                        | Demi-finales                         | mar.-mer. 10-11 avril         | 4                     | 2                 |
| 14                                                        | Finale Stade de France (Saint-Denis) | samedi 28 avril               | 2                     | 1                 |

## Phase préliminaire

### Septième tour

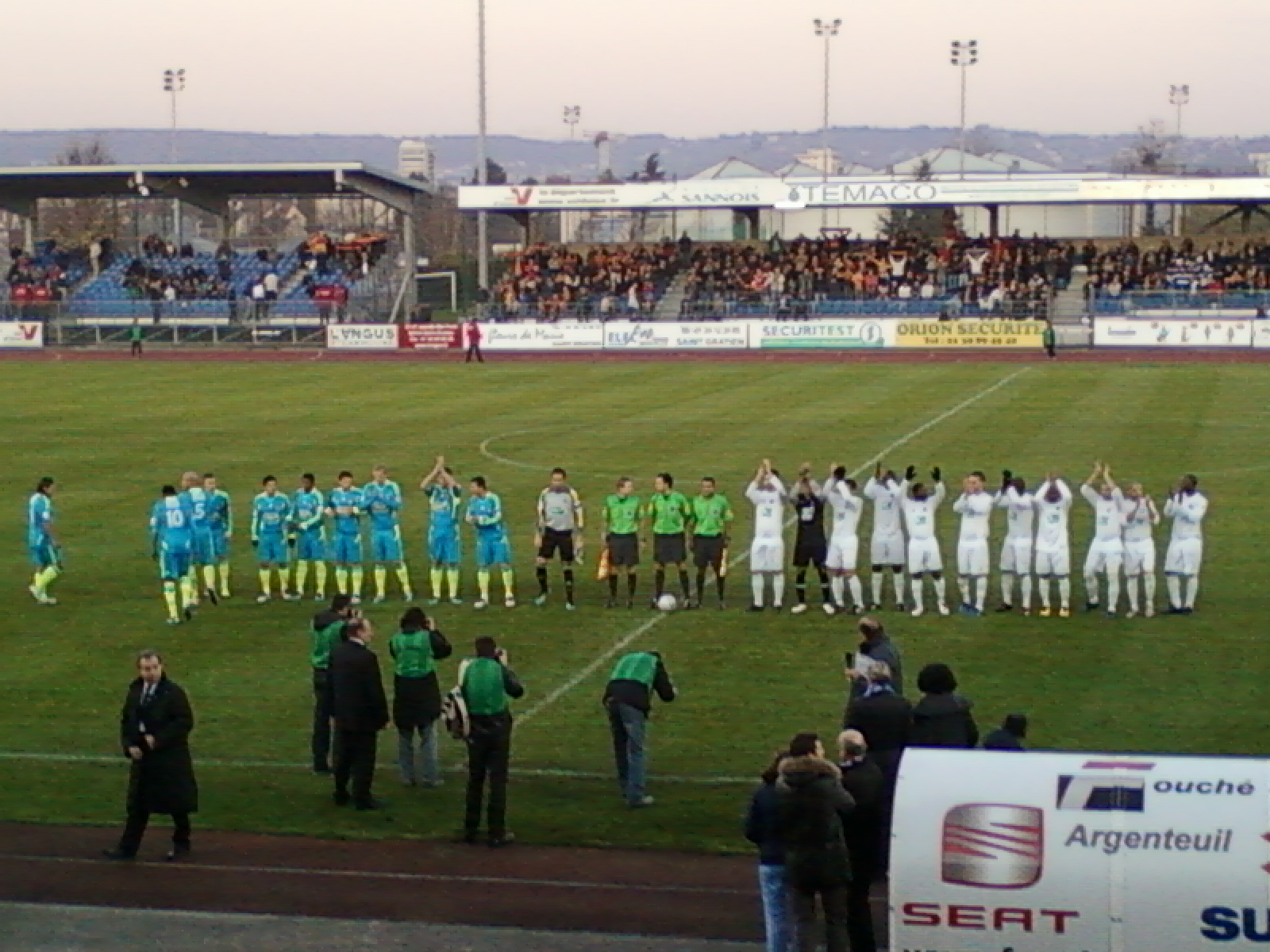
Match Entente Sannois Saint-Gratien - RC Lens du 19 novembre 2011

Samedi 19 et dimanche 20 novembre 2011
| Division            | Club                          | Score           | Club                             | Division           |
| ------------------- | ----------------------------- | --------------- | -------------------------------- | ------------------ |
| D7                  | Toulouse Rodéo FC             | 1-0             | Aurillac FCA                     | (CFA 2)            |
| D7                  | Sundhoffen AS                 | 0-3             | FC Montceau Bourgogne            | (CFA 2)            |
| D8                  | Vallée de la Gresse FC        | 0-1             | Chamalières FC                   | D6                 |
| D6                  | FC Versailles                 | 3-1             | SO Romorantin                    | CFA                |
| (CFA 2)             | ES Wasquehal                  | 0-0 (2-4 T.a.b) | US Boulogne CO                   | (Ligue 2)          |
| CFA                 | Raon-l'Etape                  | 6-0             | ASC Abeilles Mtsamboro           | Mayotte            |
| CFA                 | La Vitréenne FC               | 4-0             | US Matoury                       | Guyane             |
| D8                  | FC La Seyne sur Mer Entente   | 0-8             | SC Bastia                        | (Ligue 2)          |
| (Ligue 2)           | FC Metz                       | 4-1             | AS Beauvais                      | (National)         |
| Polynésie française | AS Tefana                     | 1-2             | Red Star                         | (National)         |
| D6                  | US Montélimar                 | 1-4             | FC Bourg-Péronnas                | CFA                |
| D7                  | Clermont RC                   | 2-5             | US Quevilly                      | (National)         |
| (CFA 2)             | Feurs US                      | 1-2 a.p.        | Clermont Foot Auvergne 63        | (Ligue 2)          |
| (CFA 2)             | Entente Sannois Saint-Gratien | 2-1 a.p.        | RC Lens                          | (Ligue 2)          |
| (CFA 2)             | CA Pontarlier                 | 3-1             | Amiens SC                        | (Ligue 2)          |
| D6                  | FCSR Haguenau                 | 1-5 a.p.        | US Forbach                       | (CFA 2)            |
| D8                  | Adamswiller AV ASI            | 0-2             | Stade de Reims                   | (Ligue 2)          |
| (CFA 2)             | SC Schiltigheim               | 2-1             | SR Saint-Dié                     | (CFA 2)            |
| CFA                 | USL Dunkerque                 | 1-0             | FC Rouen                         | (National)         |
| D9                  | Longuenesse JS                | 1-3 a.p.        | Calais RUFC                      | (CFA 2)            |
| CFA                 | AC Amiens                     | 1-3             | Le Havre AC                      | (Ligue 2)          |
| (CFA 2)             | Aubagne FC                    | 0-1             | EFC Fréjus Saint-Raphaël         | (National)         |
| (CFA 2)             | AS Belfort Sud                | 0-1 a.p.        | FC Mulhouse                      | CFA                |
| D6                  | Beaune FC                     | 4-0             | Saverne FC                       | D7                 |
| D6                  | RS Magny                      | 0-1             | Jarville JF                      | (CFA 2)            |
| (CFA 2)             | US Montagnarde                | 1-1 (3-1 T.a.b) | USON Mondeville                  | (CFA 2)            |
| D7                  | AGLD Fougères                 | 0-1 a.p.        | Vannes OC                        | (National)         |
| D6                  | US Alençon                    | 1-2 a.p.        | US Changéenne                    | D6                 |
| (CFA 2)             | US Saint-Malo                 | 1-2             | EA Guingamp                      | (Ligue 2)          |
| D6                  | Les Sables d'Olonne TVC 85    | 2-1 a.p.        | GSI Pontivy                      | CFA                |
| D7                  | Nouaille ES                   | 0-2             | ES Troyes AC                     | (Ligue 2)          |
| (CFA 2)             | Bourges Football              | 0-3             | FC Istres                        | (Ligue 2)          |
| (CFA 2)             | SC Feignies                   | 3-2 a.p.        | Olympique Saint-Quentin          | D6                 |
| (CFA 2)             | Arras Football                | 3-1             | CO Saint-Dizier                  | (CFA 2)            |
| CFA                 | CS Avion                      | 0-1             | Tours FC                         | (Ligue 2)          |
| D9                  | Stade Olonne sur Mer          | 2-7 a.p.        | Saint-Colomban Locminé           | (CFA 2)            |
| (CFA 2)             | FC La Suze-sur-Sarthe         | 0-1 a.p.        | Stade lavallois                  | (Ligue 2)          |
| (CFA 2)             | Sablé football club           | 4-2             | Le Poiré-sur-Vie Vendée football | (National)         |
| D6                  | La Chataigneraie AS           | 0-1             | Vendée Luçon Football            | CFA                |
| D8                  | US Le Bouscat                 | 1-3 a.p.        | FC Nantes                        | (Ligue 2)          |
| D6                  | Sarlat Marcillac FC           | 0-2             | Mont de Marsan                   | CFA                |
| D8                  | Ytrac F.                      | 0-4             | LB Châteauroux                   | (Ligue 2)          |
| D6                  | Olympique d'Alès en Cévennes  | 0-5             | AS Monaco                        | (Ligue 2)          |
| D8                  | L'Etrat La Tour Sportif       | 0-6             | Grenoble Foot 38                 | (CFA 2)            |
| D6                  | Domerat AS                    | 1-1 (3-4 T.a.b) | Lyon Décines UGA                 | D6                 |
| D8                  | Gieres US                     | 2-9             | GFCO Ajaccio                     | (National)         |
| (CFA 2)             | UF Mâcon                      | 0-1             | CS Sedan Ardennes                | (Ligue 2)          |
| D7                  | SF Verdun Belleville          | 0-2 a.p.        | RC Strasbourg                    | (CFA 2)            |
| D6                  | Cesson OC                     | 2-3 a.p.        | AS Vitré                         | (CFA 2)            |
| CFA                 | Tarbes Pyrénées Football      | 1-4 a.p.        | Chamois Niortais FC              | (National)         |
| (CFA 2)             | Trélissac FC                  | 3-1             | Balma SC                         | (CFA 2)            |
| D6                  | ESA Brive                     | 0-0 (4-2 T.a.b) | US Luzenac                       | (National)         |
| CFA                 | AFC Compiègne                 | 9-0             | FC Gaitcha                       | Nouvelle-Calédonie |
| CFA                 | AS Valence                    | 2-0 a.p.        | AC Arles-Avignon                 | (Ligue 2)          |
| Guadeloupe          | Evolucas Lamentin             | 0-5             | US Avranches                     | CFA                |
| D7                  | ES Rachais                    | 1-3             | Thiers SA                        | (CFA 2)            |
| D6                  | Saint Vit US                  | 2-1 a.p.        | Dinsheim SC                      | D7                 |
| D7                  | Racing HW 96                  | 0-3             | CS Louhans-Cuiseaux              | (CFA 2)            |
| D6                  | Ornans AS                     | 0-4             | Créteil Lusitanos US             | (National)         |
| D7                  | Saint Avold et Naborienne     | 1-3             | Prix les Mezières AS             | D6                 |
| D8                  | FC Yutz                       | 0-3             | Paris FC                         | (National)         |
| D8                  | CS La Gorgue                  | 0-0 (1-2 T.a.b) | US Chantilly                     | D6                 |
| D6                  | Le Portel ST                  | 1-0             | FC Dieppe                        | (CFA 2)            |
| D6                  | OSA Aire-sur-la-Lys           | 0-1             | AS Marck                         | (CFA 2)            |
| D6                  | EUGA AS Ardziv                | 0-0 (2-4 T.a.b) | FC Calvi                         | CFA                |
| D7                  | FC La-Grande-Motte            | 0-2             | FC La Tour Saint Clair           | D6                 |
| D9                  | Bourg de Péage FC             | 0-0 (4-2T.a.b)  | Castelnau Le Crès FC             | D7                 |
| D8                  | Marseille ASCJ Félix Pyat     | 0-1 a.p.        | ES Uzès Pont du Gard             | CFA                |
| D8                  | US Tregunc                    | 1-3             | TA Rennes                        | D6                 |
| D8                  | AS Plouhinec                  | 0-3             | Le Mans FC                       | (Ligue 2)          |
| D6                  | RC La Flèche                  | 1-2             | Limoges FC                       | (CFA 2)            |
| D6                  | AS Évry                       | 2-0             | AS Moulins                       | CFA                |
| D7                  | CS Feytiat                    | 0-2             | US Orléans                       | (National)         |
| D6                  | FC Les Lilas                  | 1-1 (3-5T.a.b)  | UJA Alfortville                  | CFA                |
| D6                  | USM Saran                     | 3-2             | FCS Brétigny                     | D7                 |
| D6                  | AS Aulnoye                    | 1-1 (1-3 T.a.b) | FC Chambly                       | (CFA 2)            |
| D11                 | Villers Outreaux ES           | 2-0             | La Chapelle St Luc RC            | D6                 |
| CFA                 | JA Drancy                     | 3-0             | Sézanne SA                       | (CFA 2)            |
| D9                  | AS Avrille                    | 0-8             | Vendée Fontenay Foot             | CFA                |
| D6                  | RC Rannée La Guerche-Drouges  | 1-2             | Angers SCO                       | (Ligue 2)          |
| D7                  | US Larmor Plage               | 0-2 a.p.        | Les Herbiers VF                  | CFA                |
| D6                  | Chauray FC                    | 2-3             | AS Cherbourg                     | (National)         |
| D6                  | Cugnaux JS                    | 0-1             | Perpignan Canet FC               | D6                 |
| D7                  | FC Annecy                     | 1-4             | Lyon-Duchère AS                  | CFA                |
| (CFA 2)             | US Gravelines                 | 3-0             | AL Deville Maromme               | D6                 |
| D6                  | Auch Football                 | 0-1             | Aviron bayonnais                 | (National)         |
| CFA                 | US Ivry                       | 4-2             | CS Belimois Le Lamentin          | Martinique         |
| Réunion             | US Stade Tamponnaise          | 3-3 (2-4 T.a.b) | CS Amnéville                     | CFA                |

### Huitième tour
| Division   | Club                     | Score            | Club                     | Division   |
| ---------- | ------------------------ | ---------------- | ------------------------ | ---------- |
| D6         | TA Rennes                | 2-2 (4-3 t.a.b.) | FC Nantes                | (Ligue 2)  |
| D6         | FC Versailles            | 2-0              | UJA Alfortville          | CFA        |
| D11        | Villers-Outréaux ES      | 2-4              | US Créteil-Lusitanos     | (National) |
| D9         | Bourg de Péage FC        | 1-3              | AS Lyon-Duchère          | CFA        |
| (CFA 2)    | CA Pontarlier            | 0-1              | RC Strasbourg            | (CFA 2)    |
| (National) | GFCO Ajaccio             | 3-0              | FC Calvi                 | CFA        |
| (CFA 2)    | Saint-Colomban Locminé   | 2-1 a.p.         | Vannes OC                | (National) |
| (CFA 2)    | Entente SSG              | 0-2              | Stade lavallois          | (Ligue 2)  |
| CFA        | CS Amnéville             | 2-3              | FC Metz                  | (Ligue 2)  |
| (CFA 2)    | FC Montceau              | 1-0              | ES Uzès Pont du Gard     | CFA        |
| CFA        | Vendée Luçon Football    | 1-0              | Trélissac FC             | (CFA 2)    |
| (National) | Chamois niortais         | 3-2              | Aviron bayonnais         | (National) |
| (CFA 2)    | Sablé FC                 | 4-1              | La Vitréenne FC          | CFA        |
| CFA        | US Avranches             | 3-1              | Les Herbiers VF          | CFA        |
| D6         | US Changé                | 1-2 a.p.         | US Montagnarde           | (CFA 2)    |
| (CFA 2)    | Calais RUFC              | 1-2              | Angers SCO               | (Ligue 2)  |
| (National) | Paris FC                 | 0-3              | US Boulogne CO           | (Ligue 2)  |
| CFA        | Raon-l'Etape             | 3-3 (2-4 t.a.b.) | ESTAC                    | (Ligue 2)  |
| D6         | TVEC Les Sables-d'Olonne | 2-3              | AS Vitré                 | (CFA 2)    |
| CFA        | AFC Compiègne            | 2-1              | USL Dunkerque            | CFA        |
| D6         | FC La Tour Saint-Clair   | 0-2              | AS Monaco FC             | (Ligue 2)  |
| (CFA 2)    | Thiers SA                | 4-2              | Vendée Fontenay Foot     | CFA        |
| D6         | ESA Brive                | 0-1              | Tours FC                 | (Ligue 2)  |
| (National) | US Orléans               | 1-0              | US Ivry                  | CFA        |
| D6         | FC Beaune                | 2-2 (0-3 t.a.b.) | FC Mulhouse              | CFA        |
| CFA        | AS Valence               | 3-2 a.p.         | Grenoble Foot 38         | (CFA 2)    |
| D6         | Chamalières FC           | 0-6              | LB Châteauroux           | (Ligue 2)  |
| D6         | AS Prix-lès-Mézières     | 1-0 a.p.         | SC Schiltigheim          | (CFA 2)    |
| D6         | Saint Vit US             | 0-3              | FC Bourg-Péronnas        | CFA        |
| (CFA 2)    | US Forbach               | 0-1              | Red Star                 | (National) |
| D6         | UGA Lyon Décines         | 0-6              | FC Istres                | (Ligue 2)  |
| D6         | USM Saran                | 1-2              | AS Cherbourg             | (National) |
| D6         | US Chantilly             | 1-0              | Stade portelois          | D6         |
| (CFA 2)    | AS Marck                 | 2-1              | Stade de Reims           | (Ligue 2)  |
| D6         | Perpignan Canet FC       | 1-3              | EFC Fréjus Saint-Raphaël | (National) |
| (CFA 2)    | Arras FA                 | 0-2              | FC Chambly               | (CFA 2)    |
| D7         | Toulouse Rodéo FC        | 1-2              | Limoges FC               | (CFA 2)    |
| (Ligue 2)  | Le Mans FC               | 1-0              | EA Guingamp              | (Ligue 2)  |
| D6         | AS Évry                  | 1-1 (3-4 t.a.b.) | JA Drancy                | CFA        |
| (CFA 2)    | US Gravelines            | 1-2 a.p.         | Le Havre AC              | (Ligue 2)  |
| CFA        | Mont de Marsan           | 0-0 (4-5 t.a.b.) | Clermont Foot Auvergne   | (Ligue 2)  |
| (CFA 2)    | SC Feignies              | 1-1 (0-3 t.a.b.) | US Quevilly              | (National) |
| (CFA 2)    | Jarville JF              | 0-4              | CS Sedan Ardennes        | (Ligue 2)  |
| (CFA2)     | CS Louhans-Cuiseaux      | 0-4              | SC Bastia                | (Ligue 2)  |

## Phase finale

### Trente-deuxièmes de finale

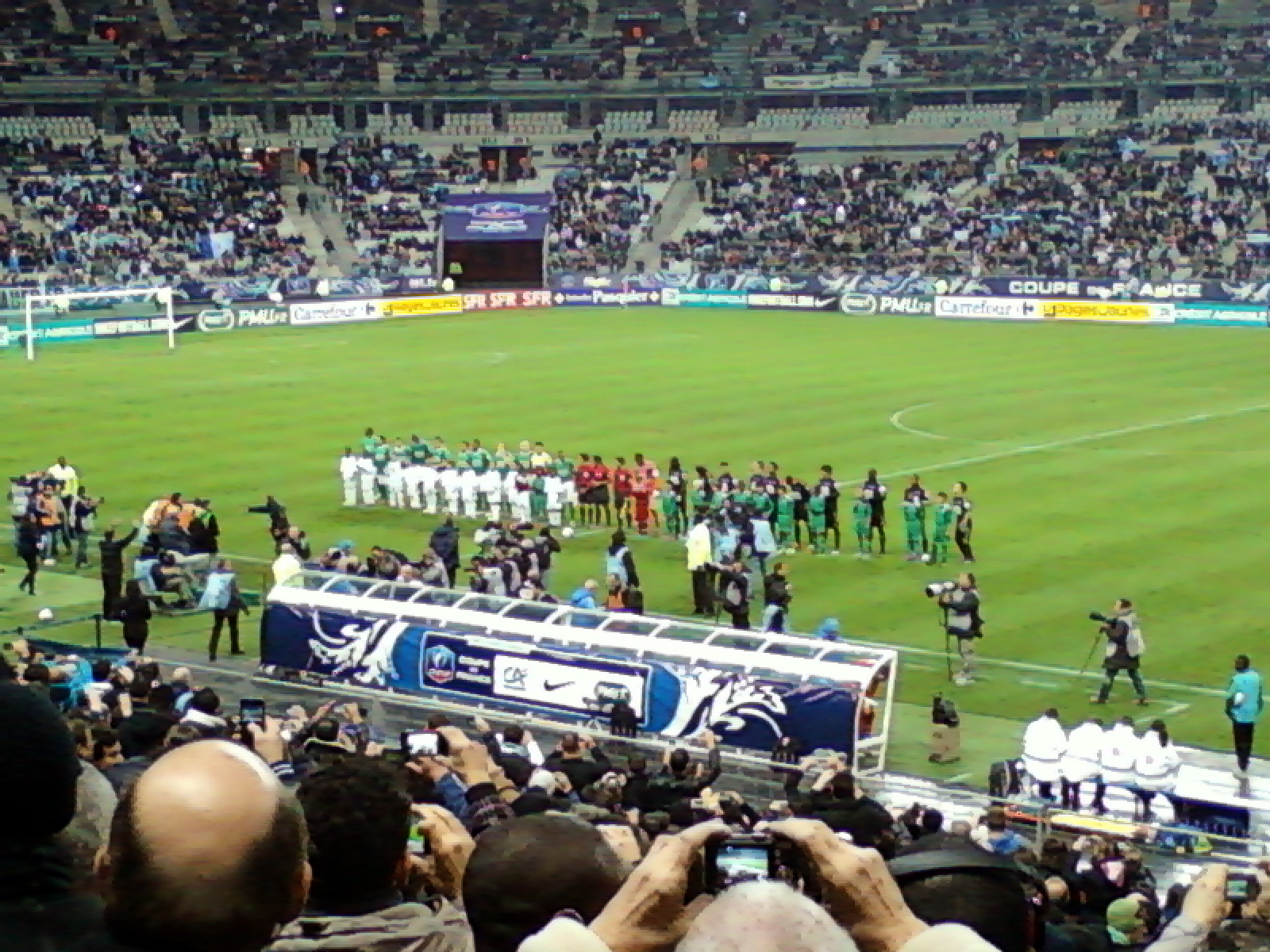
Match Red Star - Olympique de Marseille du 7 janvier 2012

Y participent les vainqueurs du huitième tour, ainsi que les arrivants qui sont les 20 équipes de Ligue 1.
Tirage au sort, lundi 12 décembre 2011 à 19h00 dans la Salle des Congrès du Crédit Agricole à Amiens (Ligue de Picardie). Les 32èmes de finale sont, eux, fixés les samedi 7 et dimanche 8 janvier 2012.
Résultats des rencontres
| Division   | Club                     | Résultat        | Club                   | Division   | Lieu                                       | Date, heure      |
| ---------- | ------------------------ | --------------- | ---------------------- | ---------- | ------------------------------------------ | ---------------- |
| (DH)       | TA Rennes                | 0 - 0, 4 - 5tab | US Quevilly            | (National) | Stade du Commandant Bougouin (Rennes)      | 6 janvier, 20h00 |
| (Ligue 2)  | Le Mans FC               | 0 - 2           | Valenciennes FC        | (Ligue 1)  | MMArena (Le Mans)                          | 6 janvier, 20h30 |
| (DH)       | FC Versailles            | 1 - 5           | Dijon FCO              | (Ligue 1)  | Stade de Montbauron (Versailles)           | 7 janvier, 14h00 |
| (CFA 2)    | Limoges FC               | 1 - 0           | US Boulogne CO         | (Ligue 2)  | Parc des sports de Beaublanc (Limoges)     | 7 janvier, 15h00 |
| (CFA 2)    | AS Marck                 | 0 - 2           | OGC Nice               | (Ligue 1)  | Stade de l'Épopée (Calais)                 | 7 janvier, 16h30 |
| (CFA 2)    | FC Chambly               | 0 - 1ap         | AJ Auxerre             | (Ligue 1)  | Stade de la Licorne (Amiens)               | 7 janvier, 17h00 |
| (CFA)      | FC Bourg-Péronnas        | 2 - 1ap         | FC Montceau            | (CFA 2)    | Stade Les Vavres (Péronnas)                | 7 janvier, 17h00 |
| (CFA)      | Vendée Luçon Football    | 2 - 1           | US Avranches           | (CFA)      | Stade Jean-de-Mouzon (Luçon)               | 7 janvier, 18h00 |
| (CFA 2)    | Sablé FC                 | 3 - 3, 4 - 2tab | CS Sedan Ardennes      | (Ligue 2)  | Stade Rémy-Lambert (Sablé-sur-Sarthe)      | 7 janvier, 18h00 |
| (National) | Chamois niortais         | 2 - 0           | Stade brestois         | (Ligue 1)  | Stade René-Gaillard (Niort)                | 7 janvier, 18h00 |
| (Ligue 2)  | Le Havre AC              | 4 - 3           | FC Lorient             | (Ligue 1)  | Stade Jules-Deschaseaux (Le Havre)         | 7 janvier, 18h00 |
| (CFA)      | AFC Compiègne            | 2 - 1ap         | US Montagnarde         | (CFA 2)    | Stade Paul Cosyns (Compiègne)              | 7 janvier, 18h00 |
| (CFA 2)    | AS Vitré                 | 1 - 2           | Tours FC               | (Ligue 2)  | Stade Municipal (Vitré)                    | 7 janvier, 18h00 |
| (National) | US Orléans               | 0 - 0, 5 - 3tab | Clermont Foot Auvergne | (Ligue 2)  | Stade de la Source (Orléans)               | 7 janvier, 19h00 |
| (National) | AS Cherbourg             | 1 - 2           | LB Châteauroux         | (Ligue 2)  | Stade Maurice-Postaire (Cherbourg)         | 7 janvier, 19h30 |
| (CFA)      | AS Valence               | 1 - 1, 7 - 6tab | Stade lavallois        | (Ligue 2)  | Stade Georges-Pompidou (Valence)           | 7 janvier, 20h00 |
| (National) | EFC Fréjus Saint-Raphaël | 0 - 3           | AC Ajaccio             | (Ligue 1)  | Stade Pourcin (Fréjus)                     | 7 janvier, 20h00 |
| (DH)       | US Chantilly             | 0 - 6           | Lille OSC              | (Ligue 1)  | Stade Pierre-Brisson (Beauvais)            | 7 janvier, 20h45 |
| (Ligue 1)  | AS Saint-Étienne         | 1 - 1, 2 - 4tab | Girondins de Bordeaux  | (Ligue 1)  | Stade Geoffroy-Guichard (Saint-Étienne)    | 7 janvier, 20h45 |
| (Ligue 2)  | SC Bastia                | 4 - 1           | FC Sochaux             | (Ligue 1)  | Stade Armand-Cesari (Bastia)               | 7 janvier, 20h45 |
| (National) | Red Star                 | 0 - 5           | Olympique de Marseille | (Ligue 1)  | Stade de France (Saint-Denis)              | 7 janvier, 20h45 |
| (Ligue 1)  | SM Caen                  | 2 - 4ap         | ESTAC                  | (Ligue 2)  | Stade Michel-d'Ornano (Caen)               | 7 janvier, 20h45 |
| (Ligue 1)  | Stade rennais FC         | 3 - 0           | AS Nancy-Lorraine      | (Ligue 1)  | Stade de la route de Lorient (Rennes)      | 7 janvier, 20h45 |
| (CFA 2)    | Thiers SA                | 1 - 4           | FC Istres              | (Ligue 2)  | Stade Antonin-Chastel (Thiers)             | 8 janvier, 14h00 |
| (CFA)      | Jeanne d'Arc de Drancy   | 3 - 3, 4 - 2tab | RC Strasbourg          | (CFA 2)    | Stade Charles-Sage (Drancy)                | 8 janvier, 14h30 |
| (National) | GFCO Ajaccio             | 1 - 0           | Toulouse FC            | (Ligue 1)  | Stade Ange-Casanova (Ajaccio)              | 8 janvier, 15h00 |
| (CFA)      | AS Lyon-Duchère          | 1 - 3           | Olympique lyonnais     | (Ligue 1)  | Stade de Gerland (Lyon)                    | 8 janvier, 15h00 |
| (CFA)      | FC Mulhouse              | 1 - 3           | US Créteil-Lusitanos   | (National) | Stade de l'Ill (Mulhouse)                  | 8 janvier, 15h00 |
| (Ligue 2)  | FC Metz                  | 2 - 2, 3 - 5tab | Évian Thonon Gaillard  | (Ligue 1)  | Stade Saint-Symphorien (Metz)              | 8 janvier, 15h00 |
| (CFA 2)    | Saint-Colomban Locminé   | 1 - 2           | Paris SG               | (Ligue 1)  | Stade du Moustoir (Lorient)                | 8 janvier, 17h30 |
| (DH)       | AS Prix-lès-Mézières     | 0 - 4           | Montpellier HSC        | (Ligue 1)  | Stade du Petit-Bois (Charleville-Mézières) | 8 janvier, 20h30 |
| (Ligue 2)  | Angers SCO               | 4 - 3           | AS Monaco FC           | (Ligue 2)  | Stade Jean-Bouin (Angers)                  | 9 janvier, 20h45 |

### Seizièmes de finale

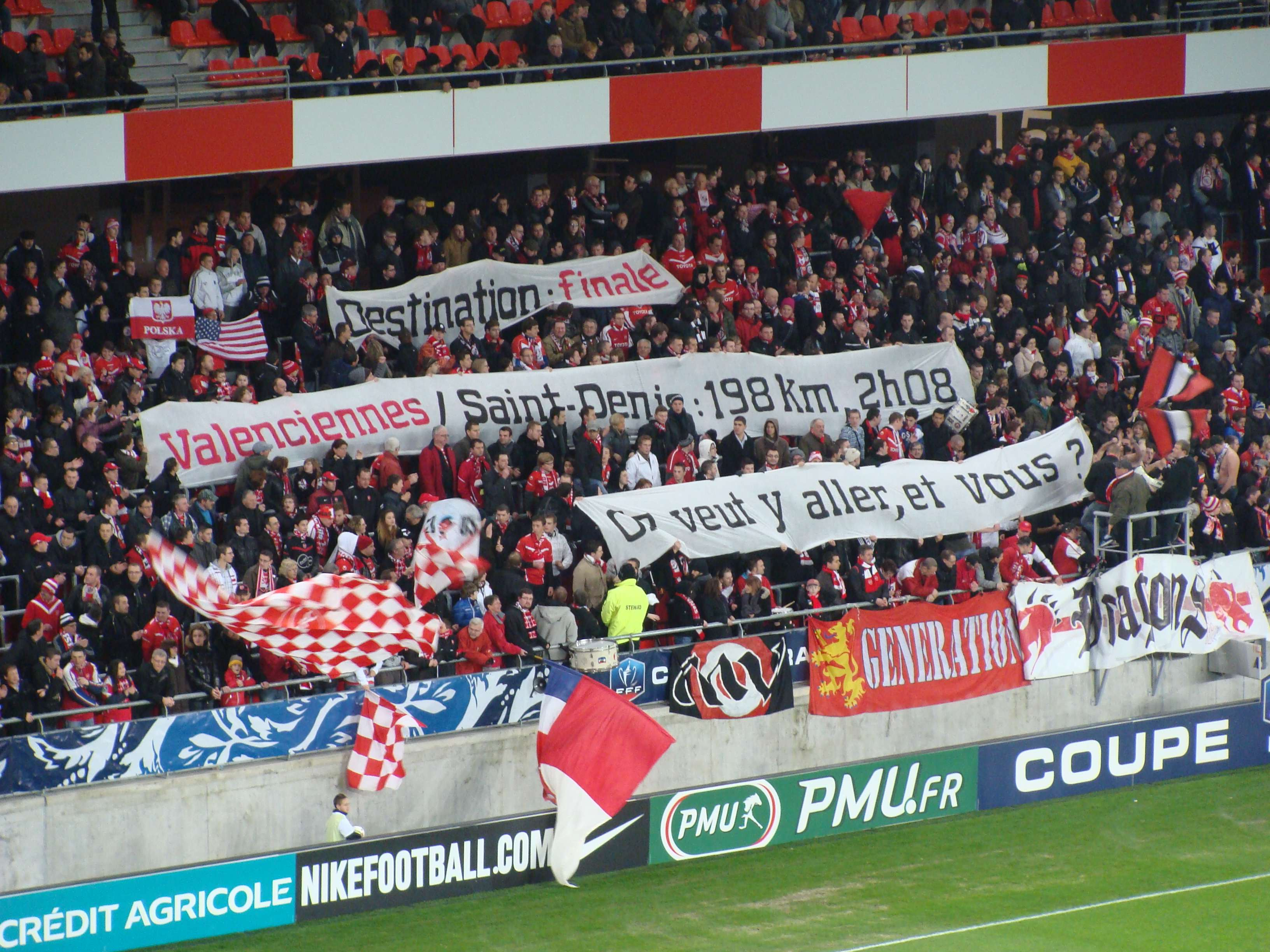
Supporters de Valenciennes avant leur match contre Bastia le 22 janvier 2012

Le tirage au sort est effectué par Amélie Mauresmo et Gaëtane Thiney le dimanche 8 janvier 2012 à 19h35, retransmis en direct sur Eurosport.
Les matchs sont prévus les samedi 21 et dimanche 22 janvier 2012.
Résultats des rencontres
| Division   | Club                   | Résultat        | Club                   | Division   | Lieu                                                | Date, heure, TV                |
| ---------- | ---------------------- | --------------- | ---------------------- | ---------- | --------------------------------------------------- | ------------------------------ |
| (CFA 2)    | Sablé FC               | 0 - 4           | Paris SG               | (Ligue 1)  | MMArena (Le Mans)                                   | 20 janvier - 20h30 - Eurosport |
| (CFA)      | FC Bourg-Péronnas      | 3 - 2ap         | AC Ajaccio             | (Ligue 1)  | Stade Marcel-Verchère (Bourg-en-Bresse)             | 21 janvier, 14h00              |
| (CFA 2)    | Limoges FC             | 0 - 2           | Jeanne d'Arc de Drancy | (CFA)      | Stade municipal de Beaublanc (Limoges)              | 21 janvier, 15h00              |
| (CFA)      | AFC Compiègne          | 0 - 1ap         | Lille OSC              | (Ligue 1)  | Stade Pierre-Brisson (Beauvais)                     | 21 janvier - 15h45 - Eurosport |
| (Ligue 1)  | Dijon FCO              | 2 - 1           | FC Istres              | (Ligue 2)  | Stade Gaston-Gérard (Dijon)                         | 21 janvier, 16h30              |
| (National) | Chamois niortais       | 1 - 2           | US Orléans             | (National) | Stade René-Gaillard (Niort)                         | 21 janvier, 18h00              |
| (National) | US Créteil-Lusitanos   | 2 - 2, 3 - 4tab | Girondins de Bordeaux  | (Ligue 1)  | Stade Dominique-Duvauchelle (Créteil)               | 21 janvier, 18h00              |
| (Ligue 1)  | AJ Auxerre             | 1 - 2           | LB Châteauroux         | (Ligue 2)  | Stade de l'Abbé-Deschamps (Auxerre)                 | 21 janvier, 19h00              |
| (National) | US Quevilly            | 1 - 0           | Angers SCO             | (Ligue 2)  | Stade Amable et Micheline Lozai (Le Petit-Quevilly) | 21 janvier, 19h00              |
| (CFA)      | AS Valence             | 0 - 2           | Évian Thonon Gaillard  | (Ligue 1)  | Stade Georges-Pompidou (Valence)                    | 21 janvier, 20h00              |
| (Ligue 1)  | OGC Nice               | 0 - 0, 4 - 5tab | Stade rennais FC       | (Ligue 1)  | Stade du Ray (Nice)                                 | 21 janvier - 20h45 - Eurosport |
| (National) | GFCO Ajaccio           | 1 - 0           | ESTAC                  | (Ligue 2)  | Stade Ange-Casanova (Ajaccio)                       | 22 janvier, 15h00              |
| (CFA)      | Vendée Luçon Football  | 0 - 2           | Olympique lyonnais     | (Ligue 1)  | Stade de la Beaujoire (Nantes)                      | 22 janvier - 16h00 - France 2  |
| (Ligue 1)  | Valenciennes FC        | 3 - 1           | SC Bastia              | (Ligue 2)  | Stade du Hainaut (Valenciennes)                     | 22 janvier - 18h00 - Eurosport |
| (Ligue 1)  | Olympique de Marseille | 3 - 1ap         | Le Havre AC            | (Ligue 2)  | Stade Vélodrome (Marseille)                         | 22 janvier - 20h45 - France 3  |
| (Ligue 2)  | Tours FC               | 0 - 1           | Montpellier HSC        | (Ligue 1)  | Stade de la Vallée du Cher (Tours)                  | 23 janvier - 20h30 - Eurosport |

### Huitièmes de finale
Le tirage au sort a lieu le dimanche 22 janvier 2012 à 20h, retransmis en direct sur Eurosport.
Les matchs sont prévus les mardi 7 et mercredi 8 février 2012.
| 7 février 2012 | Stade rennais FC (L1)               | 3 - 2   | (L1) Thonon Évian GGFC          | Stade de la route de Lorient, Rennes                                |                                                                     |
| 18 h           | Ekoko 21e · Féret 54e · Brahimi 68e | (1 - 0) | 70e (pen.) Bérigaud · 72e Govou | Spectateurs : 6 128 Diffuseur : Eurosport Arbitrage : Fredy Fautrel | Spectateurs : 6 128 Diffuseur : Eurosport Arbitrage : Fredy Fautrel |

| 8 février 2012 | Olympique lyonnais (L1)                 | 3 - 1 a. p.           | (L1) FC Girondins de Bordeaux | Stade de Gerland, Lyon                                                     |                                                                            |
| 16 h 15        | Lacazette 37e · Gomis 96e · Briand 118e | (1 - 1, 1 - 1, 2 - 1) | 23e Jussiê                    | Spectateurs : environ 7 000 Diffuseur : France 3 Arbitrage : Philippe Kalt | Spectateurs : environ 7 000 Diffuseur : France 3 Arbitrage : Philippe Kalt |

| 8 février 2012 | Valenciennes FC (L1)           | 2 - 1   | (L1) LOSC Lille | Stade du Hainaut, Valenciennes                                         |                                                                        |
| 19 h           | Dossevi 70e · V. Aboubakar 77e | (0 - 0) | 88e N. Roux     | Spectateurs : 16 229 Diffuseur : Eurosport Arbitrage : Lionel Jaffredo | Spectateurs : 16 229 Diffuseur : Eurosport Arbitrage : Lionel Jaffredo |

| 8 février 2012 | LB Châteauroux (L2) | 0 - 2   | (L1) Montpellier HSC      | Stade Gaston-Petit, Châteauroux                  |                                                  |
| 20 h           |                     | (0 - 1) | 38e Giroud · 90e Belhanda | Spectateurs : 7 713 Arbitrage : Alexandre Castro | Spectateurs : 7 713 Arbitrage : Alexandre Castro |
| 20 h           | Fournier 90+1e      |         |                           | Spectateurs : 7 713 Arbitrage : Alexandre Castro | Spectateurs : 7 713 Arbitrage : Alexandre Castro |

| 8 février 2012 | Gazélec FC Ajaccio (N1)            | 2 - 0   | (CFA) JA Drancy | Stade Ange-Casanova, Ajaccio                         |                                                      |
| 20 h 50        | Verdier 32e (pen.) · Colloredo 44e | (2 - 0) |                 | Spectateurs : environ 3 500 Arbitrage : Pascal Vileo | Spectateurs : environ 3 500 Arbitrage : Pascal Vileo |

| 15 février 2012 | Olympique de Marseille (L1)  | 3 - 1   | (CFA) FC Bourg-Péronnas | Stade Vélodrome, Marseille                                                      |                                                                                 |
| 17 h            | Brandão 28e 45+1e · Ayew 53e | (2 - 0) | 78e O. Diaby            | Spectateurs : 8 837 Diffuseur : France 2, Eurosport Arbitrage : Philippe Malige | Spectateurs : 8 837 Diffuseur : France 2, Eurosport Arbitrage : Philippe Malige |

| 15 février 2012 | Dijon FCO (L1) | 0 - 1   | (L1) Paris Saint-Germain | Stade Gaston-Gérard, Dijon                                          |                                                                     |
| 19 h            |                | (0 - 1) | 14e Nenê                 | Spectateurs : 9 484 Diffuseur : Eurosport Arbitrage : Wilfried Bien | Spectateurs : 9 484 Diffuseur : Eurosport Arbitrage : Wilfried Bien |

| 21 février 2012 | US Quevilly (N1)         | 2 - 0 a. p.           | (N1) US Orléans | Stade Robert-Diochon, Le Petit-Quevilly           |                                                   |
| 19 h            | Capelle 100e · Laup 116e | (0 - 0, 0 - 0, 1 - 0) |                 | Spectateurs : 6 804 Arbitrage : Sébastien Moreira | Spectateurs : 6 804 Arbitrage : Sébastien Moreira |

### Quarts de finale
Le tirage a eu lieu le dimanche 19 février 2012 lors de l'émission Stade 2 en direct sur France 2 (initialement prévu le 12 février mais décalé d'une semaine à cause des matchs reportés des 8èmes de finale).
Les matchs sont prévus les mardi 20 et mercredi 21 mars 2012.
| 20 mars 2012 | US Quevilly (N1)            | 3 - 2 a. p.           | (L1) Olympique de Marseille | Stade Michel-d'Ornano, Caen                                                  |                                                                              |
| 20 h 30      | Valéro 6e · Ayina 111e 119e | (1 - 0, 1 - 1, 1 - 1) | 85e 112e Rémy               | Spectateurs : 19 324 Diffuseur : Eurosport Arbitrage : Jean-Charles Cailleux | Spectateurs : 19 324 Diffuseur : Eurosport Arbitrage : Jean-Charles Cailleux |

| 21 mars 2012 | Gazélec FC Ajaccio (N1) | 1 - 0   | (L1) Montpellier HSC | Stade François-Coty, Ajaccio                                                           |                                                                                        |
| 20 h 50      | Bocognano 75e           | (0 - 0) |                      | Spectateurs : environ 5 000 Diffuseur : France 2, Eurosport Arbitrage : Antony Gautier | Spectateurs : environ 5 000 Diffuseur : France 2, Eurosport Arbitrage : Antony Gautier |

| 21 mars 2012 | Valenciennes FC (L1) | 1 - 3   | (L1) Stade rennais FC               | Stade du Hainaut, Valenciennes                                         |                                                                        |
| 19 h 15      | M. Samassa 32e       | (1 - 1) | 12e Pitroipa · 53e Boye · 87e Hadji | Spectateurs : 14 731 Diffuseur : Eurosport Arbitrage : Laurent Duhamel | Spectateurs : 14 731 Diffuseur : Eurosport Arbitrage : Laurent Duhamel |
| 19 h 15      | Kadir 42e            |         |                                     | Spectateurs : 14 731 Diffuseur : Eurosport Arbitrage : Laurent Duhamel | Spectateurs : 14 731 Diffuseur : Eurosport Arbitrage : Laurent Duhamel |

| 21 mars 2012 | Paris Saint-Germain (L1) | 1 - 3   | (L1) Olympique lyonnais                           | Parc des Princes, Paris                                                      |                                                                              |
| 20 h 50      | Nenê 19e (pen.)          | (1 - 2) | 25e Källström · 39e L. López · 90+2e (pen.) Gomis | Spectateurs : environ 42 000 Diffuseur : France 3 Arbitrage : Clément Turpin | Spectateurs : environ 42 000 Diffuseur : France 3 Arbitrage : Clément Turpin |

### Demi-finales
Le tirage au sort aura lieu le mercredi 21 mars 2012, retransmis sur le lieu du dernier match des 1/4 de finale en direct de France Télévisions.
Les matchs sont prévus les mardi 10 et mercredi 11 avril 2012.
Pour cette édition de 2012, c'est la 4e fois dans l'histoire de la Coupe de France qu'un club amateur atteint la finale après Nîmes en 1996, Calais en 2000 et Amiens en 2001.
| 10 avril 2012 | Gazélec FC Ajaccio (N1) | 0 - 4   | (L1) Olympique lyonnais                                | Stade François-Coty, Ajaccio                                        |                                                                     |
| 20 h 45       |                         | (0 - 0) | 59e Lacazette · 73e L. López · 80e Grenier · 90e Gomis | Spectateurs : 10 163 Diffuseur : Eurosport Arbitrage : Saïd Ennjimi | Spectateurs : 10 163 Diffuseur : Eurosport Arbitrage : Saïd Ennjimi |
| 20 h 45       | Colinet 38e             |         |                                                        | Spectateurs : 10 163 Diffuseur : Eurosport Arbitrage : Saïd Ennjimi | Spectateurs : 10 163 Diffuseur : Eurosport Arbitrage : Saïd Ennjimi |

| 11 avril 2012 | US Quevilly (N1)         | 2 - 1   | (L1) Stade rennais FC | Stade Michel-d'Ornano, Caen                                        |                                                                    |
| 20 h 55       | Herouat 64e · Laup 90+3e | (0 - 1) | 8e Féret              | Spectateurs : 21 064 Diffuseur : France 3 Arbitrage : Tony Chapron | Spectateurs : 21 064 Diffuseur : France 3 Arbitrage : Tony Chapron |

### Finale

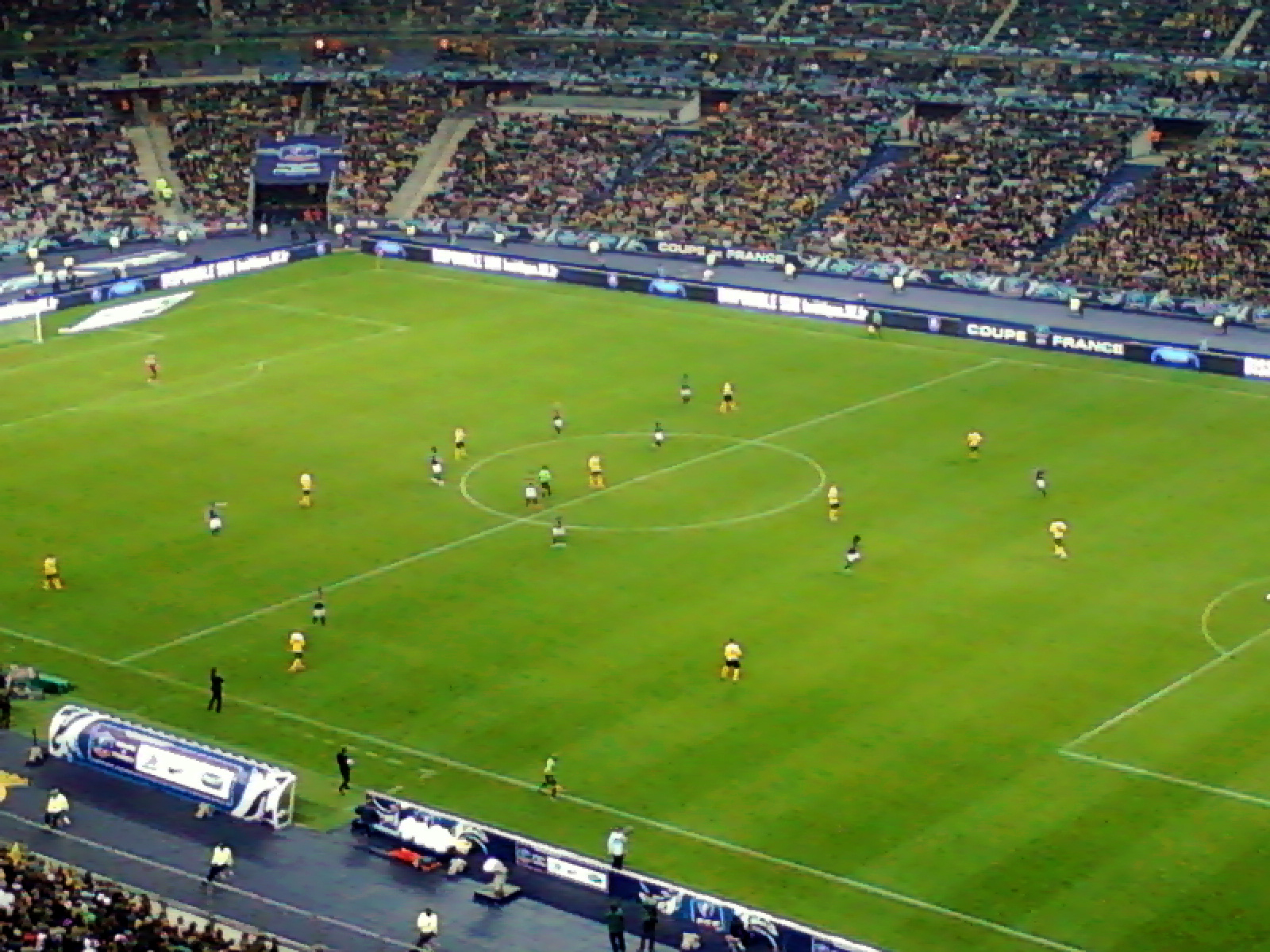
Match Quevilly - Lyon au stade de France

L'Olympique lyonnais l'emporte 1-0 face à l'US Quevilly le 28 avril 2012 au stade de France.
| OL | USQ |

| 28 avril 2012  | (Ligue 1) Olympique lyonnais | 1 - 0   | US Quevilly (National) | Stade de France, Saint-Denis                      |                                                   |
| 20h45 France 2 | Lisandro 28e | (1 - 0) | | Spectateurs : 76 229 Arbitrage : Hervé Piccirillo | Spectateurs : 76 229 Arbitrage : Hervé Piccirillo |
| 20h45 France 2 | Hugo Lloris, Anthony Réveillère, Cris , Dejan Lovren ( 18e Bakary Koné), Aly Cissokho, Kim Källström ( 75e), Yoann Gourcuff ( 67e Clément Grenier 80e), Maxime Gonalons, Lisandro López, Jérémy Pied, Alexandre Lacazette, Bafétimbi Gomis ( 81e Jimmy Briand) | Équipes | Yassine El-Kharroubi, Alexandre Vardin, Frédéric Weis, Grégory Beaugrard , Cédric Vanoukia, Zanké Diarra ( 77e Abdel Ouahbi), Matthias Jouan, Anthony Laup ( 81e John-Christophe Ayina), Pierrick Capelle, Julien Valéro ( 57e Karim Herouat), Joris Colinet ( 78e) | Spectateurs : 76 229 Arbitrage : Hervé Piccirillo | Spectateurs : 76 229 Arbitrage : Hervé Piccirillo |

## Synthèse

### Nombre d'équipes par division et par tour
| Divisions / Manches                                                           | Septième tour | Huitième tour | Trente deuxièmes de finale | Seizièmes de finale | Huitièmes de finale | Quarts de finale | Demi- finales | Finale |
| ----------------------------------------------------------------------------- | ------------- | ------------- | -------------------------- | ------------------- | ------------------- | ---------------- | ------------- | ------ |
| Ligue 1 20 clubs                                                              | non présents  | non présents  | 20                         | 13                  | 10                  | 6                | 2             | 1      |
| Ligue 2 20 clubs                                                              | 20            | 17            | 14                         | 7                   | 1                   | -                | -             | -      |
| National 20 clubs                                                             | 15            | 11            | 8                          | 5                   | 3                   | 2                | 2             | 1      |
| CFA 55 clubs (hors réserves)                                                  | 25            | 19            | 8                          | 5                   | 2                   | -                | -             | -      |
| CFA2 96 clubs (hors réserves)                                                 | 37            | 22            | 10                         | 2                   | -                   | -                | -             | -      |
| Division 6 (DH) Élites régionales hors Outre-mer                              | 38            | 16            | 4                          | -                   | -                   | -                | -             | -      |
| Autres divisions régionales Le nom de ces divisions varie suivant les régions | 34            | 3             | -                          | -                   | -                   | -                | -             | -      |
| Divisions d'Outre-mer Réunion, Guadeloupe, Martinique...                      | 7             | -             | -                          | -                   | -                   | -                | -             | -      |
| Total                                                                         | 176           | 88            | 64                         | 32                  | 16                  | 8                | 4             | 2      |

### Nombre d'équipes par ligue et par tour
| Ligues / Manches     | 7e tour + L2 | 8e tour | + L1 | Trente-deuxièmes de finale | Seizièmes de finale | Huitièmes de finale | Quarts de finale | Demi- finales | Finale dont vainqueur |
| -------------------- | ------------ | ------- | ---- | -------------------------- | ------------------- | ------------------- | ---------------- | ------------- | --------------------- |
| Métropole            |              |         |      |                            |                     |                     |                  |               |                       |
| Alsace               | 9 (0)        | 3 (0)   |      | 2 (0)                      | -                   | -                   | -                | -             | -                     |
| Aquitaine            | 5 (0)        | 3 (0)   | +1   | 1 (1)                      | 1 (1)               | 1 (1)               | -                | -             | -                     |
| Atlantique           | 10 (2)       | 6 (2)   | 0    | 2 (1)                      | 2 (1)               | -                   | -                | -             | -                     |
| Auvergne             | 7 (1)        | 3 (1)   | 0    | 2 (1)                      | -                   | -                   | -                | -             | -                     |
| Basse-Normandie      | 4 (0)        | 2 (0)   | +1   | 3 (1)                      | -                   | -                   | -                | -             | -                     |
| Bourgogne            | 4 (0)        | 3 (0)   | +2   | 3 (2)                      | 2 (2)               | 1 (1)               | -                | -             | -                     |
| Bretagne             | 15 (1)       | 7 (1)   | +3   | 7 (3)                      | 1 (1)               | 1 (1)               | 1 (1)            | 1 (1)         | -                     |
| Centre               | 6 (2)        | 4 (2)   | 0    | 3 (2)                      | 3 (2)               | 2 (1)               | -                | -             | -                     |
| Centre Ouest         | 6 (0)        | 3 (0)   | 0    | 2 (0)                      | 2 (0)               | -                   | -                | -             | -                     |
| Champagne-Ardenne    | 7 (3)        | 4 (3)   | 0    | 3 (2)                      | 1 (1)               | -                   | -                | -             | -                     |
| Corse                | 3 (1)        | 3 (1)   | +1   | 3 (2)                      | 3 (2)               | 1 (0)               | 1 (0)            | 1 (0)         | -                     |
| Franche Comté        | 4 (0)        | 2 (0)   | +1   | 2 (1)                      | -                   | -                   | -                | -             | -                     |
| Languedoc Roussillon | 5 (0)        | 2 (0)   | +1   | 1 (1)                      | 1 (1)               | 1 (1)               | 1 (1)            | -             | -                     |
| Lorraine             | 10 (1)       | 5 (1)   | +1   | 2 (2)                      | -                   | -                   | -                | -             | -                     |
| Maine                | 6 (2)        | 4 (2)   | 0    | 3 (2)                      | 1 (0)               | -                   | -                | -             | -                     |
| Méditerranée         | 8 (3)        | 3 (2)   | +2   | 5 (4)                      | 3 (3)               | 1 (1)               | 1 (1)            | -             | -                     |
| Midi-Pyrénées        | 6 (0)        | 1 (0)   | +1   | 1 (1)                      | -                   | -                   | -                | -             | -                     |
| Nord Pas-de-Calais   | 16 (2)       | 9 (1)   | +2   | 4 (3)                      | 2 (2)               | 2 (2)               | 1 (1)            | -             | -                     |
| Normandie            | 5 (1)        | 2 (1)   | 0    | 2 (1)                      | 2 (1)               | 1 (0)               | 1 (0)            | 1 (0)         | 1 (0)                 |
| Paris Île-de-France  | 11 (0)       | 9 (0)   | +1   | 5 (1)                      | 3 (1)               | 2 (1)               | 1(1)             | -             | -                     |
| Picardie             | 8 (1)        | 3 (0)   | 0    | 3 (0)                      | 1 (0)               | -                   | -                | -             | -                     |
| Rhône Alpes          | 14 (0)       | 7 (0)   | +3   | 6 (3)                      | 4 (2)               | 3 (2)               | 1 (1)            | 1 (1)         | 1 (1)                 |
| DOM-TOM              |              |         |      |                            |                     |                     |                  |               |                       |
| Guyane               | 1            | -       | 0    | -                          | -                   | -                   | -                | -             | -                     |
| Martinique           | 1            | -       | 0    | -                          | -                   | -                   | -                | -             | -                     |
| Mayotte              | 1            | -       | 0    | -                          | -                   | -                   | -                | -             | -                     |
| Polynésie Française  | 1            | -       | 0    | -                          | -                   | -                   | -                | -             | -                     |
| Nouvelle-Calédonie   | 1            | -       | 0    | -                          | -                   | -                   | -                | -             | -                     |
| Guadeloupe           | 1            | -       | 0    | -                          | -                   | -                   | -                | -             | -                     |
| Réunion              | 1            | -       | 0    | -                          | -                   | -                   | -                | -             | -                     |
| Total                | 176          | 88      | +20  | 64                         | 32                  | 16                  | 8                | 4             | 2                     |

(0) : le nombre de clubs professionnels (Ligue 1 et Ligue 2 uniquement, pas de clubs de National avec statut professionnel) en liste pour ce tour

### Le parcours des clubs de L1 et L2
- Les clubs de Ligue 2 font leur entrée dans la compétition lors du septième tour .
- Les clubs de Ligue 1 font leur entrée dans la compétition lors des trente-deuxième de finale.

| Club (Ligue 1)         | Saison précédente | Saison 2011-2012                              |
| ---------------------- | ----------------- | --------------------------------------------- |
| Lille OSC              | Vainqueur         | 1/8 de finale c. Valenciennes FC (L1)         |
| Olympique de Marseille | 1/32 de finale    | 1/4 de finale c. US Quevilly (National)       |
| Olympique lyonnais     | 1/16 de finale    | Vainqueur c. US Quevilly (National)           |
| Paris SG               | Finale            | 1/4 de finale c. Olympique lyonnais (L1)      |
| FC Sochaux             | 1/8 de finale     | 1/32 de finale c. SC Bastia (L2)              |
| Stade rennais FC       | 1/8 de finale     | 1/2 finale c. US Quevilly (National)          |
| Girondins de Bordeaux  | 1/16 de finale    | 1/8 de finale c. Olympique lyonnais (L1)      |
| Toulouse FC            | 1/32 de finale    | 1/32 de finale c. GFCO Ajaccio (National)     |
| AJ Auxerre             | 1/32 de finale    | 1/16 de finale c. LB Châteauroux (L2)         |
| AS Saint-Étienne       | 1/32 de finale    | 1/32 de finale c. Girondins de Bordeaux (L1)  |
| FC Lorient             | 1/4 de finale     | 1/32 de finale c. Le Havre AC (L2)            |
| Valenciennes FC        | 1/32 de finale    | 1/4 de finale c. Stade rennais FC (L1)        |
| AS Nancy-Lorraine      | 1/8 de finale     | 1/32 de finale c. Stade rennais FC (L1)       |
| Montpellier HSC        | 1/32 de finale    | 1/4 de finale c. GFCO Ajaccio (National)      |
| SM Caen                | 1/32 de finale    | 1/32 de finale c. ESTAC (L2)                  |
| Stade brestois         | 1/16 de finale    | 1/32 de finale c. Chamois niortais (National) |
| OGC Nice               | Demi-finale       | 1/16 de finale c. Stade rennais FC (L1)       |
| Évian Thonon Gaillard  | 1/16 de finale    | 1/8 de finale c. Stade rennais FC (L1)        |
| AC Ajaccio             | 8e tour           | 1/16 de finale c. FC Bourg-Péronnas (CFA)     |
| Dijon FCO              | 8e tour           | 1/8 de finale c. Paris SG (Ligue 1)           |

| Club (Ligue 2)   | Saison précédente | Saison 2011-2012                                        |
| ---------------- | ----------------- | ------------------------------------------------------- |
| AS Monaco        | 1/32 de finale    | 1/32 de finale c. Angers SCO (L2)                       |
| RC Lens          | 1/32 de finale    | 7e tour c. Entente Sannois Saint-Gratien (CFA2, div. 5) |
| AC Arles-Avignon | 1/32 de finale    | 7e tour c. AS Valence (CFA, div.4)                      |
| Le Mans FC       | 1/4 de finale     | 1/32 de finale c. Valenciennes FC (Ligue 1)             |
| Angers SCO       | Demi-finale       | 1/16 de finale c. US Quevilly (National)                |
| CS Sedan         | 1/16 de finale    | 1/32 de finale c. Sablé FC (CFA2, div. 5)               |
| Clermont Foot    | 1/16 de finale    | 1/32 de finale c. US Orléans (National)                 |
| US Boulogne      | 1/16 de finale    | 1/32 de finale c. Limoges FC (CFA2, div. 5)             |
| Le Havre AC      | 7e tour           | 1/16 de finale c. Olympique de Marseille (Ligue 1)      |
| Stade de Reims   | 1/4 de finale     | 8e tour c. AS Marck (CFA2, div. 5)                      |
| FC Istres        | 8e tour           | 1/16 de finale c. Dijon FCO (Ligue 1)                   |
| Tours FC         | 7e tour           | 1/16 de finale c. Montpellier HSC (Ligue 1)             |
| FC Nantes        | 1/8 de finale     | 8e tour c. TA Rennes (DH, div. 6)                       |
| LB Châteauroux   | 8e tour           | 1/8 de finale c. Montpellier HSC (Ligue 1)              |
| Stade lavallois  | 8e tour           | 1/32 de finale c. AS Valence (CFA, div.4)               |
| ES Troyes        | 1/32 de finale    | 1/16 de finale c. GFCO Ajaccio (National)               |
| FC Metz          | 1/8 de finale     | 1/32 de finale c. Évian Thonon Gaillard (Ligue 1)       |
| SC Bastia        | 7e tour           | 1/16 de finale c. Valenciennes FC (Ligue 1)             |
| Amiens SC        | 1/32 de finale    | 7e tour c. CA Pontarlier (CFA2, div. 5)                 |
| EA Guingamp      | 8e tour           | 8e tour c. Le Mans FC (L2)                              |